# Milovan Vujović
Milovan Vujović, črnogorski general, * 7. maj 1919, † 13. januar 1973.

## Življenjepis
Leta 1936 je postal član KPJ in leta 1941 se je pridružil NOVJ; med vojno je opravljal različne partijsko-politične dolžnosti.
Po vojni je bil politični komisar divizije.